# Eric Wailes
Eric James Wailes ist ein US-amerikanischer Agrarökonom. Er ist Professor an der University of Arkansas.

## Leben
Wailes wuchs auf einem landwirtschaftlichen Betrieb in Colorado auf. Er studierte Agrarökonomie mit Spezialisierung auf tropischer Landwirtschaft an der Cornell University (B.S., 1972) und ging danach zwei Jahre als Freiwilliger des Peace Corps nach Äthiopien. Seinen Ph.D. erhielt er 1983 von der Michigan State University. Seit 1980 lehrt er an der University of Arkansas.

## Arbeit
Wailes forscht zu Agrarpolitik, -handel und -marketing, mit Fokus auf dem Reissektor. Unter anderem untersuchter die Auswirkungen der US-amerikanischen und globalen Agrarpolitik auf die Landwirtschaft in Arkansas, den Farm bill, die soziale Akzeptanz sowie die landwirtschaftliche Adoption von Grüner Gentechnik, Marketing von Biolebensmitteln, Getreidetrocknung, -lagerung und Reismüllerei; Grundwasserverlust und Wasserqualität in Arkansas, und den regionalen und globalen Reismarkt.